# ミハイル・ポソーヒン

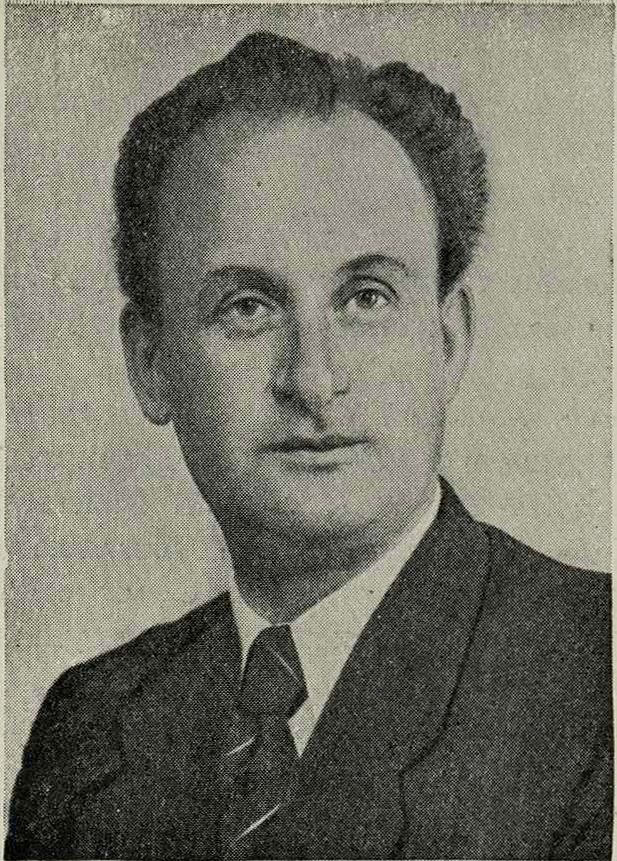
1949

ミハイル・ヴァシリーヴィチ・ポソーヒン（ロシア語：Михаил Васильевич Посохин ,Mikhail Posokhin、1910年-1989年）は、ロシアの建築家。ソ連邦国民建築家の称号を授与されたソヴィエト・スタイル期を代表する人物。
モスクワ建築大学を卒業し、1060年から1982年まで、モスクワ主任建築士をつとめた。1967年から1982年まで、モスクワ建築設計総局長。
その間の1971年に承認された、モスクワ総合開発計画を統括した。アレクセイ・ムドヤンツやボイロ・トゥホールらと共同で設計した建造物がモスクワ都市の要となっている。
1961年、統括のもとで建設されたクレムリン大会宮殿（パレス・オブ・コングレス）は、ソ連建築の新たな指針となった。
その他の代表作として、救世主聖堂、クドゥーリンスカヤ広場の高層アパートメント「文化人アパート」（Apartment at Kudrinskaya square）、モスクワ科学技術応用センターパヴィリオン（旧モスクワ館）、モスクワ市役所、オリンピック・スポーツコンプレックス、国際貿易センター、行政コンプレックス、モスクワ北チェルターノフ地区実験的居住住区などがある。